# Помяни (Моґіленський повіт)
Помяни (пол. Pomiany) — село в Польщі, у гміні Єзьора-Великі Моґіленського повіту Куявсько-Поморського воєводства.
У 1975-1998 роках село належало до Бидгощського воєводства.